# Canby Area Transit
A Canby Area Transit (CAT) az Oregon állambeli Canby önkormányzata által üzemeltetett autóbusz-hálózat.
A CAT név alatt egy menetrend szerinti vonal üzemel, amely a 99E út mentén, a Woodburn–Canby–Oregon City útvonalon halad. Ezenfelül foglalkoznak még mozgáskorlátozottak szállításával, illetve Canby városán belül igényalapú szállítást is vállalnak.

## Történet
A szolgáltatás 2002. január 1-jén alapult, amikor a város elérte, hogy a TriMet vonja ki szolgáltatási körzetéből. Ez 2002. augusztus 30-án történt meg. 2004-ig még fizettek a TriMetnek, hogy ideiglenesen szolgáltasson, de az utasszámok fokozatosan csökkentek. A buszokat később már Woodburn és Wilsonville felé is járatták; utóbbi vonalat a South Metro Area Regional Transittel kötött megállapodás alapján. A saját, állami- és szövetségi támogatásokat is kapó hálózat miatt a canby-i iparűzési adó jelentősen csökkent.
Az adóbevételek csökkenése miatt megszüntették a szombati járatokat, a Canbyn belüli és Wilsonville felé közlekedő menetrend szerinti járatokat, és az addig ingyenes utazások után 1 dollár díjat kezdek felszámolni. Ezzel egy időben a korábban csak mozgáskorlátozottak számára elérhető megrendelhető járatok mindenki számára elérhetővé váltak, a SMART rendszere pedig továbbra is biztosította a Wilsonville felőli közlekedést.

## Átszállási kapcsolatok
- TriMet (Oregon City Transit Center)
- South Metro Area Regional Transit (Canby Transit Center)
- South Clackamas Transportation District (Canby Transit Center)
- Woodburn Transit System (Woodburn)
- Chemeketa Area Regional Transportation System (Woodburn)

## Fordítás
- Ez a szócikk részben vagy egészben  a   Canby Area Transit című angol Wikipédia-szócikk ezen változatának fordításán alapul.  Az eredeti cikk szerkesztőit annak laptörténete sorolja fel. Ez a jelzés csupán a megfogalmazás eredetét és a szerzői jogokat jelzi, nem szolgál a cikkben szereplő információk forrásmegjelöléseként.